# Yung Rapunxel
Yung Rapunxel è un singolo della rapper statunitense Azealia Banks, pubblicato il 16 aprile 2013 come primo estratto dall'album in studio di debutto Broke with Expensive Taste.

## Descrizione
Yung Rapunxel, che presenta un campionamento del brano No More Drama interpretato da Mary J. Blige, è influenzato dalle sonorità hip house e industrial.

## Tracce
1. Yung Rapunxel – 3:45 (Azealia Banks, Kevin James, Premro Smith, Chadron Moore)

## Date di pubblicazione
| Paese       | Data di pubblicazione | Formato           | Etichetta  |
| ----------- | --------------------- | ----------------- | ---------- |
| Canada      | 16 aprile 2013        | Download digitale | Polydor    |
| Stati Uniti | 16 aprile 2013        | Download digitale | Interscope |